# Phosphopantothénoylcystéine décarboxylase
La phosphopantothénoylcystéine décarboxylase (PPC-DC, EC 4.1.1.36) est une enzyme de type lyase, qui catalyse la réaction de décarboxylation (clivage et départ de dioxyde de carbone) de la phosphopantothénoylcystéine, pour former la 4'-phosphopantéthéine. Il s'agit de la troisième étape du processus de biosynthèse du coenzyme A

## Réaction catalysée
{\displaystyle \rightleftharpoons }   + CO2